# Jevdet Bei
Jevdet Bei ou Cevdet Belbez (em turco: Cevdet Bey) foi governador (uale) do vilaiete de Vã do Império Otomano durante a Primeira Guerra Mundial e liderou o Cerco de Vã. É considerado responsável por massacres dos armênios dentro e à volta de Vã. Clarence Ussher, uma testemunha desses eventos, relatou que 55 000 armênios foram posteriormente assassinados. Ele sucedeu o governador Hasan Tahsin Bei. Bei foi líder do Comitê de União e Progresso (COPA).
Ele foi retratado por Elias Koteas , em 2002, no filme Ararat.
Ele era meio-irmão de Enver Paxá e filho de Tair Paxá, que foi um uale de Vã, Bitlisse, e Moçul.